# What the Name Is
What the Name Is er en film instrueret af Christyan Lundblad.